# Hard Rock Stadium
Hard Rock Stadium (tidligere kendt som Joe Robbie Stadium, Pro Player Park, Pro Player Stadium, Dolphins Stadium, Dolphin Stadium, Land Shark Stadium og Sun Life Stadium) er et stadion i Miami i Florida, USA, der er hjemmebane for både NFL-klubben Miami Dolphins og MLB-holdet Florida Marlins. Stadionet har plads til 76.500 tilskuere. Det blev indviet 16. august 1987, hvor det erstattede Dolphins gamle hjemmebane Orange Bowl. 